# Черкесов, Николай Петрович
Черкесов, Николай Петрович (29 ноября (10 декабря) 1793 — 1873) — генерал от кавалерии.

## Биография
Происходил из дворян Черкесовых Новгородской губернии. В 1811 году поступил на службу юнкером в лейб-гвардии драгунский полк и в том же году произведён в фанен-юнкера. В 1812 году участвовал в сражениях под Витебском, Смоленском, Бородиным, Малым Ярославцем; затем в войне шестой коалиции: в сражениях при Пионе, Седане, Монтмирале, под Реймсом, при Лафер-Шампеноазе и при взятии Парижа; был произведён в прапорщики 21 октября 1812 года. В 1814 году пожалован солдатским Знаком Отличия Военного Ордена за № 17074, «За кампании 1812, 1813 и 1814 года». В 1814 году награждён за отличие орденом Св. Анны с надписью «За храбрость». В январе 1816 году был уволен от службы с чином поручика, а в декабре того же года вновь определился на службу в Оренбургский уланский полк. В чине штабс-ротмистра, Черкесов в 1819 году был переведён в Гродненский гусарский полк и в марте 1825 года вышел в отставку. В апреле 1827 года он вновь был определён на службу в Клястицкий гусарский полк ротмистром с назначением адъютантом при рижском военном губернаторе маркизе Паулуччи; в следующем году переименован в капитаны с переводом в лейб-гвардии Конно-егерский полк и с оставлением в должности адъютанта; с 1830 года — в лейб-гвардии Драгунском полку с назначением адъютантом при командире отдельного Оренбургского корпуса.
В 1834 году Черкесов был произведён в полковники, с переводом в Борисоглебский уланский полк и с прикомандированием к Образцовому Кавалерийскому полку; в 1835 году он был назначен состоять по кавалерии и находился при отдельном Оренбургском корпусе, а в 1838 году переведён в Корпус жандармов, с назначением губернским штаб-офицером в Одессе; затем занимал должность штаб-офицера по особым поручениям в округах Корпуса жандармов: 7-го — с 1838 по 1839 г. и 5-го — с 1839 по 1845 г. 4 декабря 1843 года пожалован Орденом Св.Георгия 4-го класса. В сентябре 1845 года Черкесов был назначен начальником 6-го округа Корпуса жандармов, 7 апреля 1846 года произведён в генерал-майоры, в 1852 году назначен начальником 5-го округа того же корпуса; 26 августа 1856 года произведён в генерал-лейтенанты, а 4 декабря 1867 года, при упразднении 5-го округа, был произведён в генералы от кавалерии с увольнением от службы. 
Был женат  на   Любовь Васильевне Габбе    дети   Михаил, Вера Корсакова, Наталья Эверсман